# Le Neufour
Le Neufour település Franciaországban, Meuse megyében. Lakosainak száma 54 fő (2022. január 1.). Le Neufour Florent-en-Argonne, Sainte-Menehould, Le Claon, Clermont-en-Argonne és Les Islettes községekkel határos.

## Népesség
A település népességének változása:
| Lakosok száma | 104  | 71   | 70   | 76   | 78   | 75   | 72   | 71   | 66   | 54   |
|               | 1968 | 1982 | 1990 | 2006 | 2013 | 2015 | 2017 | 2019 | 2020 | 2022 |